# Загальноосвітня школа № 1 (Межиріч, Дніпропетровська область)
Межиріцький ліцей ім. І.С. Обдули" Межиріцької сільської ради— україномовний навчальний заклад І-III ступенів акредитації у селі Межиріч, Павлоградського району Дніпропетровської області.

## Загальні дані
Межиріцький ліцей ім. І.С. Обдули" Межиріцької сільської ради розташована за адресою: вул. Шкільна, 6, село Межиріч (Павлоградський район) — 51473, Україна.
Директор закладу — Муштат Олександр Миколайович.
Мова викладання — українська.
Профільна направленість: Технологічний універсальний.
Школа бере участь в регіональних та міжнародних освітніх програмах: Модернізація сільської освіти Дніпропетровщини.
Якісну освіту забезпечує висококваліфікований педагогічний колектив, сучасна матеріально-технічна база, широкий діапазон допрофільних спецкурсів та ліцензована профільна підготовка. В школі формують адаптовану в сучасне інформаційне суспільство інноваційну, духовно багату особистість, кваліфікованого робітника сільського господарства з практичними уміннями застосування комп'ютерних технологій в аграрному виробництві.
У співпраці з центром дитячої творчості, школою естетичного виховання, ДЮСШ, ЕНЦ та дитячими громадськими організаціями в школі моделюють культурно-освітній, здоровий простір становлення особистості як творця і проектувальника життя.
В школі організовано заняття з хореографії.
Школа названа на честь Обдули Івана Семеновича (1928 — 2000) кавалера Орденів Трудового Червоного Прапора, Жовтневої Революції; удостоєний двох золотих медалей «За досягнуті успіхи в розвитку народного господарства СРСР». Почесний Громадянин Павлоградського району.